# Filipe Gomes
Filipe Miguel Escudeiro Gomes, född 7 april 1997, är en malawisk simmare.

## Karriär
Vid olympiska sommarspelen 2020 i Tokyo slutade Gomes på 47:e plats på 50 meter frisim och blev utslagen i försöksheatet. Vid olympiska sommarspelen 2024 i Paris blev han utslagen i försöksheatet på 50 meter frisim och slutade på totalt 49:e plats.